# Marele Premiu al Bahrainului din 2018
Marele Premiu al Bahrainului din 2018 (cunoscut oficial ca Formula 1 2018 Gulf Air Bahrain Grand Prix) a fost o cursă auto de Formula 1 ce s-a desfășurat pe 8 aprilie 2018 pe Circuitul Internațional Bahrain din Sakhir, Bahrain. Cursa a fost cea de-a doua etapă a Campionatului Mondial de Formula 1 al FIA din 2018 fiind pentru a paisprezecea oară când această cursă a avut loc în Bahrain.

## Calificări
Calificările au avut loc pe 7 aprilie 2018, începând cu ora locală 18:00 UTC+3, ora 18:00 EEST.
| Poz.                  | Nr. | Pilot             | Constructor               | Timpi calificări | Timpi calificări | Timpi calificări | Grila finală |
| Poz.                  | Nr. | Pilot             | Constructor               | Q1               | Q2               | Q3               | Grila finală |
| --------------------- | --- | ----------------- | ------------------------- | ---------------- | ---------------- | ---------------- | ------------ |
| 1                     | 5   | Sebastian Vettel  | Ferrari                   | 1:29,060         | 1:28,341         | 1:27,958         | 1            |
| 2                     | 7   | Kimi Räikkönen    | Ferrari                   | 1:28,951         | 1:28,515         | 1:28,101         | 2            |
| 3                     | 77  | Valtteri Bottas   | Mercedes                  | 1:29,275         | 1:28,794         | 1:28,124         | 3            |
| 4                     | 44  | Lewis Hamilton    | Mercedes                  | 1:29,396         | 1:28,458         | 1:28,220         | 9            |
| 5                     | 3   | Daniel Ricciardo  | Red Bull Racing-TAG Heuer | 1:29,552         | 1:28,962         | 1:28,398         | 4            |
| 6                     | 10  | Pierre Gasly      | Scuderia Toro Rosso-Honda | 1:30,121         | 1:29,836         | 1:29,329         | 5            |
| 7                     | 20  | Kevin Magnussen   | Haas-Ferrari              | 1:29,594         | 1:29,623         | 1:29,358         | 6            |
| 8                     | 27  | Nico Hülkenberg   | Renault                   | 1:30,260         | 1:29,187         | 1:29,570         | 7            |
| 9                     | 31  | Esteban Ocon      | Force India-Mercedes      | 1:30,338         | 1:30,009         | 1:29,874         | 8            |
| 10                    | 55  | Carlos Sainz Jr.  | Renault                   | 1:29,893         | 1:29,802         | 1:29,986         | 10           |
| 11                    | 28  | Brendon Hartley   | Scuderia Toro Rosso-Honda | 1:30,412         | 1:30,105         |                  | 11           |
| 12                    | 11  | Sergio Pérez      | Force India-Mercedes      | 1:30,218         | 1:30,156         |                  | 12           |
| 13                    | 14  | Fernando Alonso   | McLaren-Renault           | 1:30,530         | 1:30,212         |                  | 13           |
| 14                    | 2   | Stoffel Vandoorne | McLaren-Renault           | 1:30,479         | 1:30,525         |                  | 14           |
| 15                    | 33  | Max Verstappen    | Red Bull Racing-TAG Heuer | 1:29,374         | Fără timp        |                  | 15           |
| 16                    | 8   | Romain Grosjean   | Haas-Ferrari              | 1:30,530         |                  |                  | 16           |
| 17                    | 9   | Marcus Ericsson   | Sauber-Ferrari            | 1:31,063         |                  |                  | 17           |
| 18                    | 35  | Serghéi Sirótkin  | Williams-Mercedes         | 1:31,414         |                  |                  | 18           |
| 19                    | 16  | Charles Leclerc   | Sauber-Ferrari            | 1:31,420         |                  |                  | 19           |
| 20                    | 18  | Lance Stroll      | Williams-Mercedes         | 1:31,503         |                  |                  | 20           |
| Regula 107%: 1:35,177 |     |                   |                           |                  |                  |                  |              |
| Sursa:                |     |                   |                           |                  |                  |                  |              |

Note
- ^1 – Lewis Hamilton a primit o penalizare de cinci locuri pe grila de stat pentru o schimbare neprogramată a cutiei de viteze.[3]
- ^2 – Fernando Alonso și Romain Grosjean au stabilit timpi identici în Q1. Întrucât Alonso a fost primul care a stabilit acest timp, s-a decis că se califică pentru Q2 în locul lui Grosjean.

## Cursa
Cursa a avut loc pe 8 aprilie 2018, începând cu ora locală 18:00 UTC+3, ora 18:00 EEST, și a durat 57 de tururi.
| Poz.   | Nr. | Pilot             | Constructor               | Tururi | Timp/Retras | Grilă | Puncte |
| ------ | --- | ----------------- | ------------------------- | ------ | ----------- | ----- | ------ |
| 1      | 5   | Sebastian Vettel  | Ferrari                   | 57     | 1:32:01,940 | 1     | 25     |
| 2      | 77  | Valtteri Bottas   | Mercedes                  | 57     | +0,699      | 3     | 18     |
| 3      | 44  | Lewis Hamilton    | Mercedes                  | 57     | +6,512      | 9     | 15     |
| 4      | 10  | Pierre Gasly      | Scuderia Toro Rosso-Honda | 57     | +1:02,234   | 5     | 12     |
| 5      | 20  | Kevin Magnussen   | Haas-Ferrari              | 57     | +1:15,046   | 6     | 10     |
| 6      | 27  | Nico Hülkenberg   | Renault                   | 57     | +1:39,024   | 7     | 8      |
| 7      | 14  | Fernando Alonso   | McLaren-Renault           | 56     | +1 tur      | 13    | 6      |
| 8      | 2   | Stoffel Vandoorne | McLaren-Renault           | 56     | +1 tur      | 14    | 4      |
| 9      | 9   | Marcus Ericsson   | Sauber-Ferrari            | 56     | +1 tur      | 17    | 2      |
| 10     | 31  | Esteban Ocon      | Force India-Mercedes      | 56     | +1 tur      | 8     | 1      |
| 11     | 55  | Carlos Sainz Jr.  | Renault                   | 56     | +1 tur      | 10    |        |
| 12     | 16  | Charles Leclerc   | Sauber-Ferrari            | 56     | +1 tur      | 19    |        |
| 13     | 8   | Romain Grosjean   | Haas-Ferrari              | 56     | +1 tur      | 16    |        |
| 14     | 18  | Lance Stroll      | Williams-Mercedes         | 56     | +1 tur      | 20    |        |
| 15     | 35  | Serghéi Sirótkin  | Williams-Mercedes         | 56     | +1 tur      | 18    |        |
| 16     | 11  | Sergio Pérez      | Force India-Mercedes      | 56     | +1 tur      | 12    |        |
| 17     | 28  | Brendon Hartley   | Scuderia Toro Rosso-Honda | 56     | +1 tur      | 11    |        |
| Ab     | 7   | Kimi Räikkönen    | Ferrari                   | 35     | Volan       | 2     |        |
| Ab     | 33  | Max Verstappen    | Red Bull Racing-TAG Heuer | 3      | Transmisie  | 15    |        |
| Ab     | 3   | Daniel Ricciardo  | Red Bull Racing-TAG Heuer | 1      | Electric    | 4     |        |
| Sursa: |     |                   |                           |        |             |       |        |

Note
- ^1 – Sergio Pérez a terminat pe locul al 12-lea, dar i s-au adăugat treizeci de secunde pentru depășire în turul de formare.
- ^2 – Brendon Hartley a termiant pe locul al 13-lea, dar i s-au adăugat treizeci de secunde întrucât nu și-a reluat locul în turul de formare.

## Clasamentele campionatelor după cursă
|   | Poz. | Pilot            | Puncte |
| - | ---- | ---------------- | ------ |
|   | 1    | Sebastian Vettel | 50     |
|   | 2    | Lewis Hamilton   | 33     |
| 5 | 3    | Valtteri Bottas  | 22     |
| 1 | 4    | Fernando Alonso  | 16     |
| 2 | 5    | Kimi Räikkönen   | 15     |

|   | Poz. | Constructor               | Puncte |
| - | ---- | ------------------------- | ------ |
|   | 1    | Ferrari                   | 65     |
|   | 2    | Mercedes                  | 55     |
| 1 | 3    | McLaren-Renault           | 22     |
| 1 | 4    | Red Bull Racing-TAG Heuer | 20     |
|   | 5    | Renault                   | 15     |